# بلو إم سي
بلو إم سي (بالإنجليزية: Marisa Lock)‏ هي مغنية أسترالية، ولدت في 1978.